# Palermo (metropolitane stad)
De Città Metropolitana di Palermo (Italiaans voor "metropolitane stad Palermo") is als metropolitane stad een Italiaanse bestuurslaag ingesteld door de Wet 142/1990 op de hervorming van de lokale overheidsorganen, in werking getreden op 4 augustus 2015. De entiteit bestaat uit Palermo met omliggende gemeenten en is de rechtsopvolger van de bestaande provincie.
De metropolitane stad Palermo is gelegen in de Zuid-Italiaanse regio Sicilië. Ze grenst in het oosten aan de provincies Trapani, Agrigento en Caltanissetta, Enna. In het zuiden ligt de metropolitane stad Messina.

## Belangrijke plaatsen
- Palermo (700.000 inw.)
- Bagheria (55 376 inw.)

## Foto's

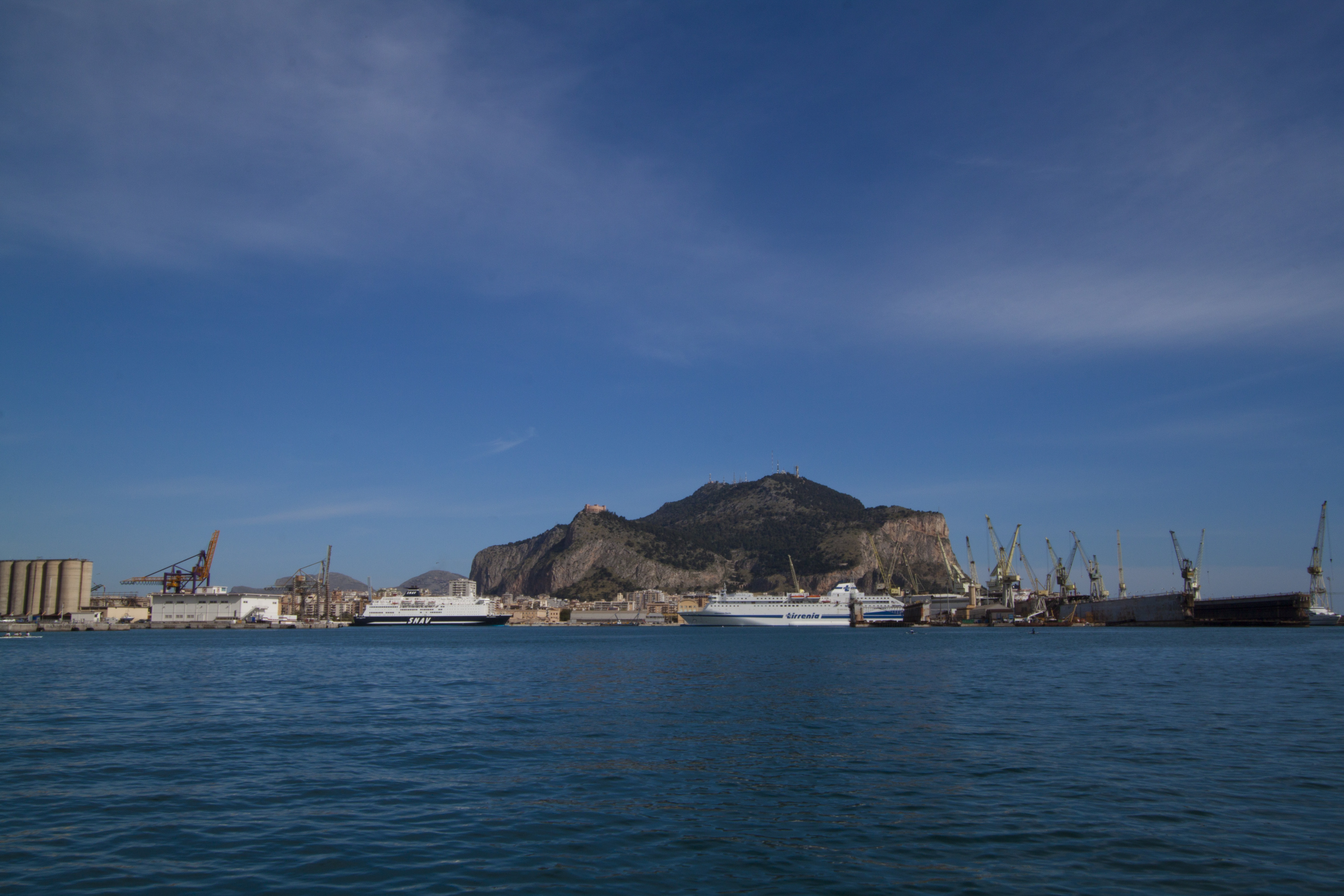
Gulf
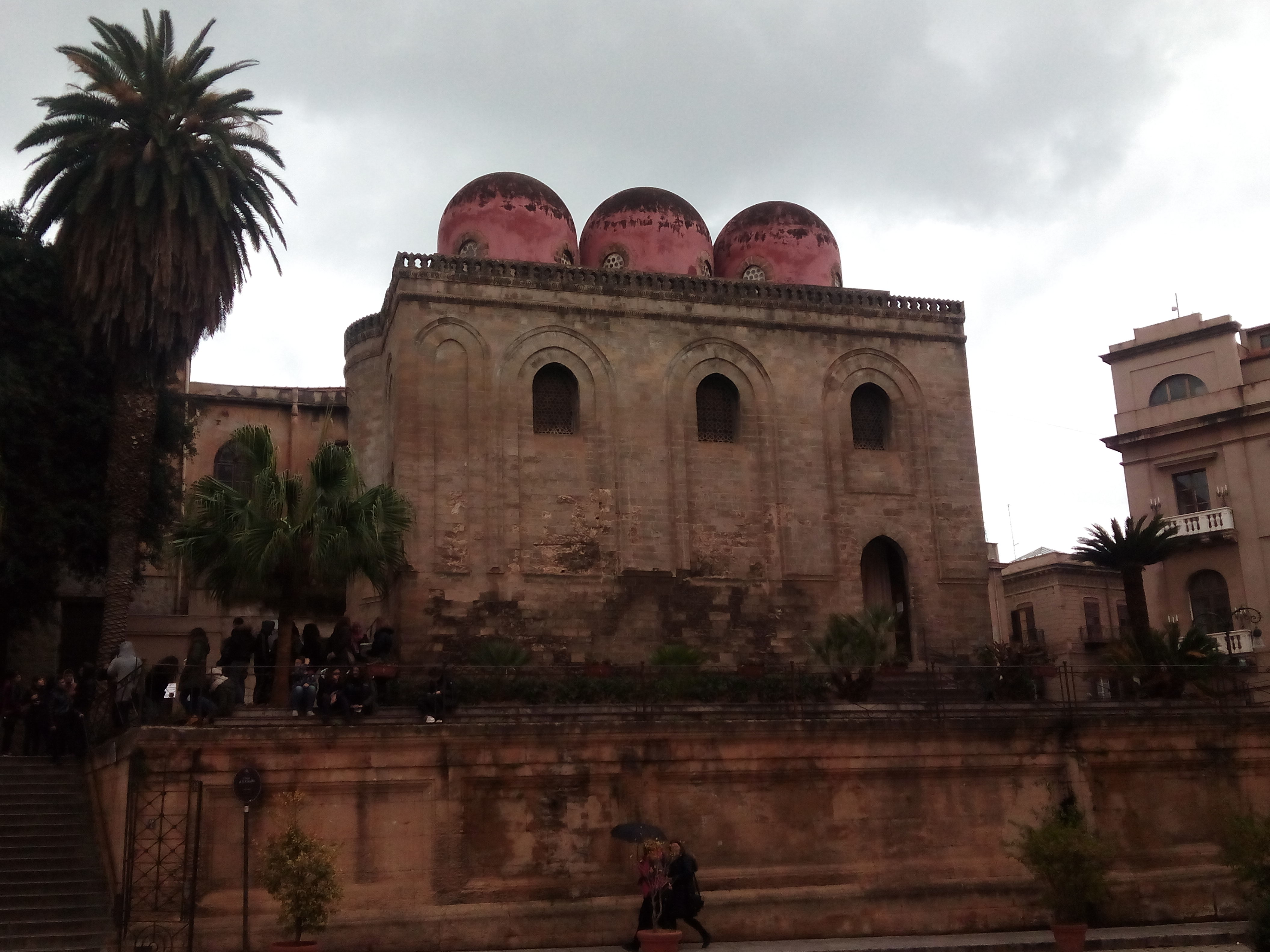
San Cataldo
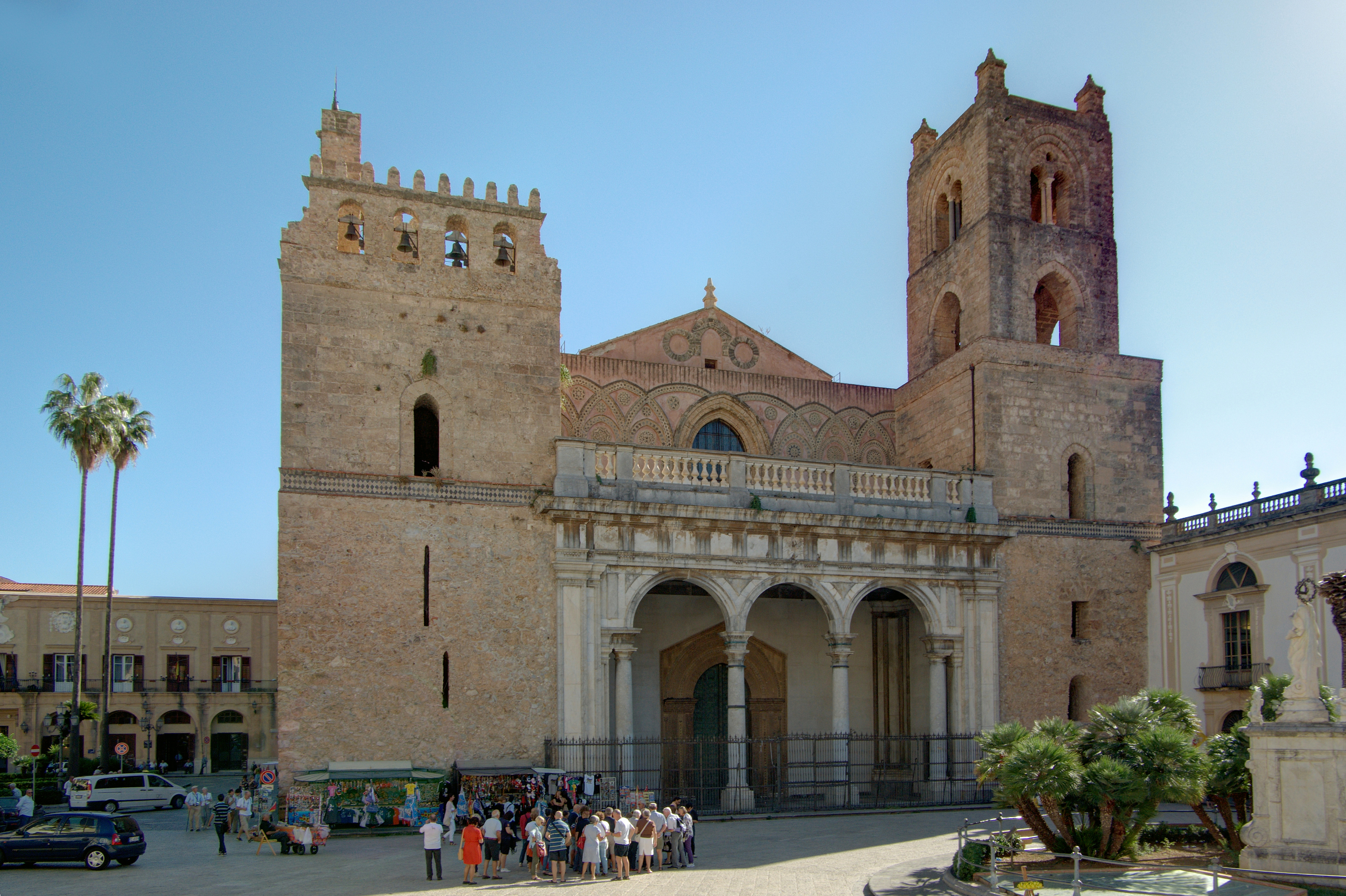
Monreale Cathedral